# Preston (Nevada)
Preston – jednostka osadnicza w Stanach Zjednoczonych, w stanie Nevada, w hrabstwie White Pine.